# 劉秋芳
劉秋芳（1909年—），號凱衆。山西省襄垣縣人。民國39年（1950年）在北平市選區遞補當選第一屆立法委員。

## 生平[3]
- 育菁專科畢業
- 荷蘭公教大學、美國愛荷華大學
- 革命實踐研究院十八期結業
- 綏靖公署秘書司令長官部少將參議
- 平津婦女工作大隊上校大隊長
- 國防部少將設計委員
- 中國天主教文化協會理事
- 國民政府頒給勝利勛章
- 2017年高齡109歲，入中國國民黨滿90年，吳敦義前往探視[4]。